# Полідект
Полідект (грец. Polydektes) — онук Еола, син Магнета, володар острова Серіф, куди хвилі прибили скриню з Данаєю та Персеєм. Переслідував своїм коханням Данаю, за що Персей головою Медузи обернув його на кам'яну статую.